# Wahlkreis Dresden, Land II – Freital III
Der Wahlkreis Dresden, Land II – Freital III war ein Landtagswahlkreis zur Landtagswahl in Sachsen 1990, der ersten Landtagswahl nach der Wiedergründung des Landes Sachsen. Er hatte die Wahlkreisnummer 47. Für die Landtagswahlen 1994 und 1999 wurde die Wahlkreisstruktur verändert. Das Gebiet des Wahlkreises Dresden, Land II – Freital III wurde Teil des Wahlkreises Meißen-Dresden Süd.
Der Wahlkreis umfasste folgende 15 Gemeinden des Landkreises Dresden: Altfranken, Boxdorf, Brabschütz, Cossebaude, Friedewald, Gompitz, Mobschatz, Moritzburg, Oberwartha, Ockerwitz, Pesterwitz, Radebeul, Reichenberg, Volkersdorf und Wilsdruff sowie folgende fünf Gemeinden des Landkreises Freital: Braundorf, Grumbach, Helbigsdorf, Kesselsdorf und Mohorn. Die übrigen Gemeinden des Landkreises Dresden wurden über den Wahlkreis Dresden, Land I (48) erfasst. Die übrigen Gemeinden des Landkreises Freital waren in den Wahlkreisen Freital I (49) und Dippoldiswalde – Freital II (50) erfasst.

## Ergebnisse
Die Landtagswahl 1990 fand am 14. Oktober 1990 statt und hatte folgendes Ergebnis für den Wahlkreis Dresden, Land II – Freital III:
| Direktkandidat    | Partei (Kürzel) | Erststimmen (%) | Zweitstimmen (%) |
| ----------------- | --------------- | --------------- | ---------------- |
| Regina Thomas     | DA              | 01,2            | 00,6             |
| Matthias Rößler   | CDU             | 58,9            | 61,9             |
|                   | Chr. L          | –               | 00,4             |
|                   | DBU             | –               | 00,6             |
| Wolfgang Riedel   | DSU             | 06,1            | 05,3             |
| Udo Franke        | F.D.P.          | 07,2            | 04,2             |
| Heinz Pietschmann | LL-PDS          | 07,9            | 07,6             |
|                   | NPD             | –               | 00,7             |
| Barbara Zehme     | FORUM           | 08,6            | 06,3             |
|                   | RAP             | –               | 00,1             |
|                   | SHB             | –               | 00,1             |
| Barbara Trojok    | SPD             | 10,2            | 12,3             |

Es waren 43.448 Personen wahlberechtigt. Die Wahlbeteiligung lag bei 78,4 %. Von den abgegebenen Stimmen waren 3,2 % ungültig. Als Direktkandidat gewählt wurde Matthias Rößler (CDU). Er erreichte 58,9 % aller gültigen Erststimmen.